# Иаков Алфеев
Иа́ков Алфе́ев (сын Алфе́я, сир. ܝܥܩܘܒ ܒܪ ܚܠܦܝ, др.-греч. Ιακωβον του Αλφαιου, лат. Iacobum Alphæi) — один из двенадцати апостолов Иисуса Христа. Брат апостола и евангелиста Матфея. В трёх Евангелиях его имя приводится в списке двенадцати (Мф. 10:3; Мк. 3:18; Лк. 6:15), однако других сведений о нём не сообщается.
Согласно блаженному Феодориту Кирскому, Иаков был мытарем. Согласно житию, он проповедовал в Иудее, а затем вместе с апостолом Андреем отправился в Эдессу. После самостоятельно вёл проповедь в Газе и Елевферополе (Южная Палестина).
Из-за смешения с другими Иаковами проследить его путь в христианской традиции довольно сложно. О его смерти и погребении существует несколько версий. У одних авторов, например, у Псевдо-Симеона Логофета, он принял смерть в Мармарике («побит камнями иудеями»), у других — принял мученическую смерть по дороге в Египет в городе Острацине (распят на кресте).
Иакова Алфеева следует отличать от апостола Иакова Зеведеева, или Иакова Старшего, а также от Иакова, «брата Господня», апостола из числа 70-ти, первого епископа Иерусалима, называемого Иаковом Младшим. Путанице у некоторых авторов в прошлом способствовало то обстоятельство, что Иакова Алфеева иногда называют тоже Иаковом Младшим.
Мощи апостола находятся в Риме в церкви Санти-Апостоли (храм Двенадцати Апостолов). По другой версии, в этом храме находятся мощи Иакова, «брата Господня». Частица мощей Иакова есть также в соборе Святого Николая в Бари, а его глава пребывает в соборе Святого Апостола и Евангелиста Марка в Венеции. Частица мощей от главы святого апостола находится также на Афоне в греческом православном монастыре Эсфигмен. В храме Ризоположения на Донской улице в Москве хранилась икона, в которую была вставлена лобовая кость Иакова Алфеева. Икона поступила в храм в 1857 году от нежинского грека К. А. Буба по благословению святителя Филарета, митрополита Московского.

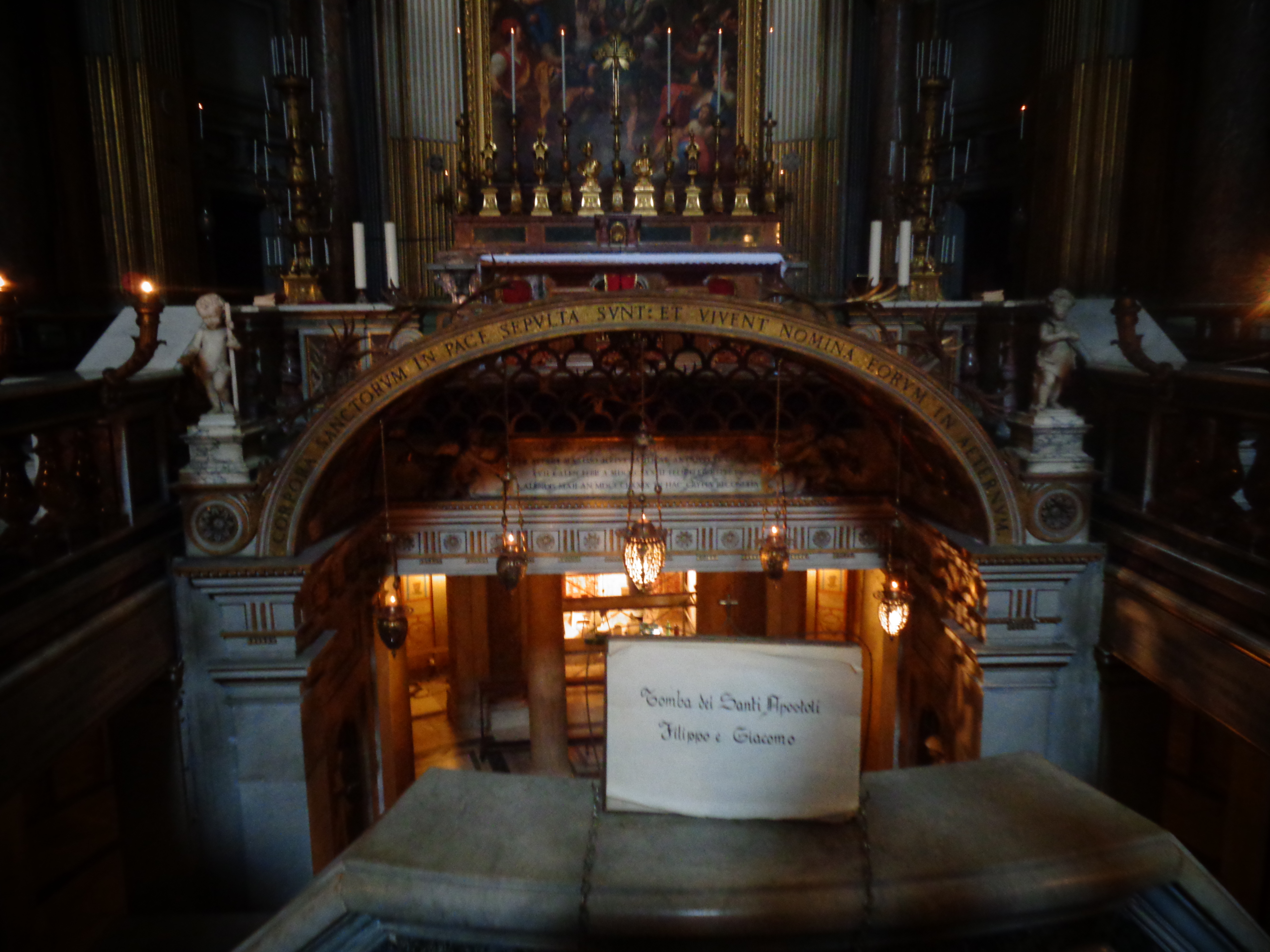
Крипта в Санти-Апостоли в Риме, где покоятся мощи апостолов Филиппа и Иакова Алфеева

Память в Православной церкви совершается 9 (22) октября и в Соборе двенадцати апостолов 30 июня (13 июля); в Католической церкви — 3 мая, в Англиканской церкви — 1 мая.